# Institut du cerveau et de la moelle épinière
El Institut du cerveau et de la moelle épinière (Instituto del cerebro y de la medula espinal) de París es una fundación francesa sin fines de lucro cuya misión es contribuir a la prevención y el tratamiento de las enfermedades neurológicas o psiquiátricas (Alzheimer, Parkinson, distonía, epilepsia, esclerosis múltiple, accidente cerebrovascular, cáncer, demencia, depresión, trastorno obsesivo-compulsivo, autismo, etc.), así como en la médula espinal (paraplejia, cuadriplejia, etc.).
Fue fundada el 24 de septiembre de 2010, en el sitio del Hospital de la Pitié-Salpêtrière, un centro de investigación dirigido por 600 investigadores, ingenieros y técnicos.

## Miembros fundadores
El ICM reúne a personalidades de todos los ámbitos de la vida (medicina, deporte, comercio, cine, etc.) y que han puesto sus diversas áreas de especialización al servicio de la Fundación: Gérard Saillant (Presidente del ICM), Yves Agid (Director Científico), Olivier Lyon-Caen, Luc Besson, Louis Camilleri, Jean Glavany, Maurice Lévy, Jean-Pierre Martel, Max Mosley, Lindsay Owen-Jones, Michael Schumacher, Jean Todt, David de Rothschild o Serge Weinberg.
Los patrocinadores de ICM son Jean Reno y Michelle Yeoh.

## Incubadora iPEPS
El ICM alberga una incubadora de empresas. A diciembre de 2019, más de 27 empresas se habían alojado en esta incubadora.